# Biały Król Wisznia Mała
Biały Król Wisznia Mała – klub szachowy z Wiszni Małej, założony w 2006 roku jako sekcja szachowa OKSiR. Od 2016 roku funkcjonuje pod obecną nazwą.

## Historia
Klub został założony w 2006 roku przez Łukasza i Krzysztofa Butkiewiczów jako sekcja szachowa OKSiR w Wiszni Małej. W 2010 roku nastąpił awans do II ligi. W 2014 roku klub awansował do I ligi, zdobywając również brązowy medal mistrzostw Polski w szachach błyskawicznych. W 2015 roku sponsorem klubu zostało przedsiębiorstwo Baumatech. Wówczas to szachiści klubu w składzie: Arkadiusz Skawiński, Michał Luch, Łukasz Butkiewicz, Kamil Plichta, Mateusz Bronowicki, Ewa Przeździecka i Aleksandra Zmarzły wywalczyli awans do ekstraligi. Także w 2015 roku Biały Król zajął czwarte miejsce w otwartych mistrzostwach Czech. W sezonie 2016 nastąpił spadek do I ligi. Jednocześnie kobiety zdobyły wówczas wicemistrzostwo Polski w szachach błyskawicznych. W październiku tegoż roku klub szachowy OKSiR Wisznia Mała został zastąpiony przez Stowarzyszenie Biały Król Wisznia Mała. W 2017 roku, po wycofaniu się WKS Kopernik, nastąpił ponowny awans do ekstraligi. W 2019 roku Biały Król spadł z ekstraligi.